# کوئیرهای مخالف آپارتاید اسرائیل
کوئیرهای مخالف آپارتاید اسرائیل (به انگلیسی: Queers Against Israeli Apartheid) گروهی از افراد کوئیر هستند که مقرشان در تورنتو، کانادا قرار دارد. این گروه بر این باورند که در اسرائیل حکومت آپارتایدی حکم‌فرماست. آنان بخشی از جنبشی هستند که ائتلاف علیه آپارتاید اسرائیل (Coalition Against Israeli Apartheid) نام دارد. حضور این گروه در گی پراید ۲۰۱۰ خشم محافظه‌کاران حامی اسرائیل را برانگیخت و راب فورد شهردار راست‌گرای تورنتو، آن را بهانه‌ای برای فشار آوردن به جامعهٔ همجنس‌گرایان تورنتو قرار داد.